# Acrodon subulatus
Acrodon subulatus är en isörtsväxtart som först beskrevs av Philip Miller, och fick sitt nu gällande namn av Nicholas Edward Brown. Acrodon subulatus ingår i släktet Acrodon och familjen isörtsväxter. Inga underarter finns listade i Catalogue of Life.